# Luigi Vasi
Luigi Vasi (San Fratello, 1829 – San Fratello, 1901) è stato un presbitero e storico italiano.

## Biografia
Sacerdote di San Fratello nella seconda metà dell'Ottocento, si occupò a lungo della questione dei galloitalici di Sicilia, in risposta agli studi del noto linguista Lionardo Vigo.
Nel Discorso intorno al dialetto di San Fratello, il Vasi dimostrò come il dialetto sanfratellano, al pari degli altri, fosse un dialetto romanzo.
Nel 1884, pubblicò le Osservazioni critiche alla Monografia critica delle Colonie Lombardo-Sicule di Lionardo Vigo, con tavole di raffronto tra vocaboli dei dialetti settentrionali dell'area occidentale (Piemonte, Liguria e Lombardia occidentale), e vocaboli dei dialetti delle comunità alloglotte della Sicilia nord-orientale di Aidone, Nicosia, Piazza Armerina e San Fratello.

## Opere
- Del dialetto sanfratellano, discorso, G. Barravecchia, Palermo 1875
- Delle origini e vicende di San Fratello, Palermo 1882
- Osservazioni critiche alla Monografia critica delle Colonie Lombardo-Sicule di Lionardo Vigo, in Archivio Siciliano (N.S., IX, pp. 125-156), Palermo 1884
- Studi Storici e filologici, Palermo 1889
- Memorie    Lugano 1893